# 饮茶之功夫学院
《饮茶之功夫学院》是中国大陆拍摄的一部喜剧动画片，该动画主要讲述功夫学院的弟子们的日常。

## 剧情
故事发生在架空世界的一座山上，在那里，一群新入功夫学院，练功的孩子们过着快乐的生活，以及用幽默的言语调侃着生活。

## 電視原聲
| 曲序 | 曲目                 |      | 作曲 | 演唱 |
| ---- | -------------------- | ---- | ---- | ---- |
| 1.   | 快来学功夫（主题曲） | 吴丹 | 吴丹 | 吴丹 |

## 外部連結
- 豆瓣电影上《饮茶之功夫学院》的資料 （简体中文）
- 上海炫动卡通卫视209SMG 动画创意年会暨 2008 年度收视排行颁奖礼 （页面存档备份，存于）